# Liste des récompenses et nominations de Barry
Cet article répertorie la liste des récompenses et nomination de la série américaine Barry.

## American Cinema Editors Eddie Awards

### Nominations
- Années 2019 :
  - Meilleure série humoristique pour la télévision non commerciale : Jeff Buchanan (dans l'épisode "Faites votre marque")[1]

## American Film Institute Awards

### Récompenses
- Années 2018 :
  - Top 10 des programmes télévisés de l'année : Barry[2]

## Art Directors Guild Awards

### Nominations
- Années 2020 :
  - Art Directors Guild Award pour contribution exceptionnelle à l'imagerie cinématique : Tyler B. Robinson (Dans l'épisode "Ronny/Lily")[3]

## Casting Society of America

### Nominations
- Années 2020 :
  - Série télévisée - Comédie : Sherry Thomas, Sharon Bialy et Stacia Kimle[4]

## Cinema Audio Society Awards

### Récompenses
- Années 2020 :
  - Réalisation exceptionnelle en mixage sonore pour les séries télévisées (une demi-heure) : Benjamin A. Patrick, Elmo Ponsdomenech, Jason "Frenchie" Gaya , Aaron Hasson et John Sanacor (Dans l'épisode "Ronny/Lily")[5]

### Nominations
- Années 2019 :
  - Réussite exceptionnelle en matière de mixage sonore pour une série télévisée (une demi-heure) : Benjamin A. Patrick, Elmo Ponsdomenech, Todd Beckett, David Wingo, Aaron Hasson et John Sanacore (dans l'épisode "Fort, vite et ne vous arrêtez jamais")[6]

## Creative Arts Emmy Awards

### Récompenses
- Années 2018 :
  - Mixage sonore exceptionnel pour une série humoristique ou dramatique (demi-heure) et animation : Todd Beckett, Elmo Ponsdomenech et Benjamin Patrick (dans l'épisode "Fort, vite et ne vous arrêtez jamais")[7],[8]
- Années 2019 :
  - Montage sonore exceptionnel pour une série humoristique ou dramatique (une demi-heure) et l'animation : Matthew E. Taylor, Mark Allen, Rickley W. Dumm, John Creed, Harrison Meyle, Michael Brake, Clayton Weber, Alyson Dee Moore, Chris Moriana, Jason Gaya « Frenchie », Elmo Ponsdomenech, Aaron Hasson et Benjamin Patrick (dans l'épisode "Ronny/Lily")[9],[10]

### Nominations
- Années 2018 :
  - Casting exceptionnel pour une série comique : Sharon Bialy et Sherry Thomas[7],[8]
  - Cinématographie exceptionnelle pour une série de caméras uniques (demi-heure) : Paula Huidobro (dans l'épisode "Traquez la vérité")[7],[8]
  - Conception de production exceptionnelle pour un programme narratif (demi-heure ou moins) : Tyler B. Robinson, Eric Schoonover et Amber Haley (dans l'épisode "Fort, vite et ne vous arrêtez jamais")[7],[8]
  - Édition d'image exceptionnelle à caméra unique pour une série comique : Jeff Buchanan (dans l'épisode "Fort, vite et ne vous arrêtez jamais") et Kyle Reiter (dans l'épisode "Traquez la vérité")[7],[8]
  - Édition sonore exceptionnelle pour une série humoristique ou dramatique (demi-heure) et animation : Matthew E. Taylor, Sean Heissinger, Rickley W. Dumm, Michael Brake, Hilda Hodges et Rick Owens (dans l'épisode "Fort, vite et ne vous arrêtez jamais")[7],[8]
- Années 2019 :
  - Casting exceptionnel pour une série de comédie : Sharon Bialy et Sherry Thomas[9],[10]
  - Composition musicale exceptionnelle pour une série (partition dramatique originale) : David Wingo (dans l'épisode "Quoi ?!")[9],[10]
  - Conception de production exceptionnelle pour un programme narratif (une demi-heure ou moins) : Tyler B. Robinson, Eric Schoonover et Rachael Ferrara (dans l'épisode "Ronny/Lily")[9],[10]
  - Édition exceptionnelle d'une seule caméra pour une série humoristique : Jeff Buchanan (dans l'épisode "Ronny/Lily") et Kyle Reiter (dans l'épisode "Barry Berkman > Barry Block")[9],[10]
  - Coordination exceptionnelle des cascades pour une série humoristique ou un programme de variétés : Wade Allen[9],[10]

## Critics' Choice Television Awards

### Récompenses
- Années 2019 :
  - Meilleur acteur dans une série humoristique : Bill Hader[11]
  - Meilleur acteur secondaire dans une série humoristique : Henry Winkler[11]
- Années 2020 :
  - Meilleur acteur d'une série comique : Bill Hader[12]

### Nominations
- Années 2019 :
  - Meilleure série humoristique : Barry[11]
- Années 2020 :
  - Meilleure série de comédie : Barry[12]
  - Meilleur(s) acteur(s) dans un second rôle d'une série comique : Anthony Carrigan et Henry Winkler[12]

## Directors Guild of America Awards

### Récompenses
- Années 2019 :
  - Réussite exceptionnelle dans une série humoristique : Bill Hader (dans l'épisode "Faites votre marque")[13]
- Années 2020 :
  - Directors Guild of America Award de la meilleure réalisation pour un téléfilm ou une mini-série : Bill Hader (Dans l'épisode "Ronny/Lily")[14]

## Dorian Awards

### Nominations
- Années 2019 :
  - Comédie télévisée de l'année : Barry[15],[16]

## Golden Globe Awards

### Nominations
- 2019 :
  - Meilleure série télévisée - Comédie musicale ou comédie[17]
  - Meilleur acteur - Série télévisée musicale ou comique : Bill Hader[17]
  - Meilleur acteur dans un second rôle - Série, minisérie ou film de télévision : Henry Winkler[17]

- 2020 :
  - Meilleure série musicale ou comique[18]
  - Meilleur acteur dans une série musicale ou comique : Bill Hader[18]
  - Meilleur acteur dans un second rôle dans une série, une mini-série ou un téléfilm : Henry Winkler[18]

- 2024 :
  - Meilleure série télévisée musicale ou comique
  - Meilleur acteur dans une série télévisée musicale ou comique pour Bill Hader

## Peabody Awards

### Récompenses
- Années 2019 :
  - Divertissement honoré : Barry[19]

## Primetime Emmy Awards

### Récompenses
- Années 2018 :
  - Acteur de premier plan dans une série comique : Bill Hader[7],[20]
  - Acteur de soutien exceptionnel dans une série humoristique : Henry Winkler[7],[20]
- Années 2019 :
  - Acteur principal exceptionnel dans une série humoristique : Bill Hader[9],[10]

### Nominations
- Années 2018 :
  - Série de comédie exceptionnelle : Barry[7],[20]
  - Réalisation exceptionnelle d'une série comique : Bill Hader (dans l'épisode "Faite votre marque")[7],[20]
  - Scénario exceptionnelle pour une série comique : Alec Berg et Bill Hader (dans l'épisode "Faite votre marque") et Liz Sarnoff (dans l'épisode "Fort, vite et ne vous arrêtez jamais")[7],[20]
- Années 2019 :
  - Série de comédie exceptionnelle : Barry[9],[10]
  - Acteur(s) de soutien exceptionnel dans une série humoristique : Anthony Carrigan, Stephen Root et Henry Winkler[9],[10]
  - Actrice de soutien exceptionnelle dans une série humoristique : Sarah Goldberg[9],[10]
  - Réalisation exceptionnelle pour une série humoristique : Alec Berg (dans l'épisode "L'Audition") et Bill Hader (dans l'épisode "Ronny/Lily")[9],[10]
  - Scénario exceptionnelle pour une série humoristique : Alec Berg et Bill Hader (dans l'épisode "Ronny/Lily")[9],[10]

## Producers Guild of America Awards

### Nominations
- Années 2019 :
  - Meilleure comédie épisodique : Alec Berg, Bill Hader, Aida Rodgers, Emily Heller et Liz Sarnoff[21]
- Années 2020 :
  - Meilleure comédie épisodique : Alec Berg, Bill Hader, Aida Rodgers, Elizabeth Sarnoff, Emily Heller, Julie Camino et Jason Kim[22]

## Satellite Awards

### Récompenses
- Années 2019 :
  - Meilleur acteur - Série télévisée musicale ou comique : Bill Hader[23],[24]

### Nominations
- Années 2019 :
  - Meilleure série télévisée - Comédie musicale ou comédie : Barry[23],[24]
- Années 2020 :
  - Meilleure série musicale ou comique : Barry[25]
  - Meilleur acteur dans une série musicale ou comique : Bill Hader[25]

## Screen Actors Guild Awards

### Nominations
- Années 2019 :
  - Performance exceptionnelle d'un ensemble dans une série humoristique : Darrell Britt-Gibson, D'Arcy Carden, Andy Carey, Anthony Carrigan, Rightor Doyle, Glenn Fleshler, Alejandro Furth, Sarah Goldberg, Bill Hader, Kirby Howell-Baptiste, Paula Newsome, John Pirruccello, Stephen Root et Henry Winkler[26]
  - Performance exceptionnelle d'un acteur masculin dans une série humoristique : Bill Hader[26]
  - Performance exceptionnelle d'un acteur masculin dans une série humoristique : Henry Winkler[26]
- Années 2020 :
  - Performance exceptionnelle du casting dans une série comique : Nikita Bogolyubov, Darrell Britt-Gibson, D'Arcy Carden, Andy Carey, Anthony Carrigan, Troy Caylak, Rightor Doyle, Patricia Fa'Asua, Alejandro Furth, Sarah Goldberg, Nick Gracer, Bill Hader, Kirby Howell-Baptiste, Michael Irby, John Pirruccello, Stephen Root et Henry Winkler[27]
  - Performance exceptionnelle d'un acteur masculin dans une série comique : Bill Hader[27]

## Shorty Awards

### Nominations
- Années 2019 :
  - Meilleure série télévisée : Barry[28]

## Television Critics Association Awards

### Nominations
- Années 2018 :
  - Réalisation exceptionnelle dans la comédie : Barry[29]
  - Nouveau programme exceptionnel : Barry[29]
  - Réalisation individuelle en comédie : Bill Hader[29]
- Années 2019 :
  - Réussite exceptionnelle dans la comédie : Barry[30]
  - Réalisation individuelle en comédie : Bill Hader[30]

## Writers Guild of America Awards

### Récompenses
- Années 2019 :
  - Télévision - nouvelle série : Alec Berg, Duffy Boudreau, Bill Hader, Emily Heller, Liz Sarnoff, Ben Smith et Sarah Solemani[31]
  - Télévision - comédie épisodique : Alec Berg & Bill Hader (dans l'épisode "Faites votre marque")[31]
- Années 2020 :
  - Télévision - série comique : Alec Berg, Duffy Boudreau, Bill Hader, Emily Heller, Jason Kim, Taofik Kolade et Elizabeth Sarnoff[32]

### Nominations
- Années 2019 :
  - Télévision - série comique : Alec Berg, Duffy Boudreau, Bill Hader, Emily Heller, Liz Sarnoff, Ben Smith et Sarah Solemani[31]